# هره‌پاک
هره پاک، روستایی است از توابع بخش مرکزی شهرستان آمل در استان مازندران ایران.

## جمعیت
این روستا در دهستان هرازپی جنوبی قرار دارد و براساس سرشماری مرکز آمار ایران در سال ۱۳۸۵، جمعیت آن ۱۱۳ نفر (۳۰خانوار) بوده‌است.
شالیزارهای بسیار زیبا و باغی بزرگ در نزدیکی روستا که در آن مملو از درخت های کاج است در زیبایی این روستا بیش از پیش افزوده همین باعث شده در سالهای اخیر مهاجرین زیادی جذب این روستای دنج و آرام شوند 